# Гвоздев, Сергей Порфирьевич
Сергей Порфирьевич Гвоздев (1879 — 23 мая 1942, Москва) — русский и советский педагог, латинист.

## Биография
Сын приват-доцента Императорского Казанского университета Порфирия Петровича Гвоздева (1840—1901). Окончил историко-филологический факультет Московского университета. Преподавал латинский и греческий языки в 5-й Московской мужской классической гимназии, на Высших женских курсах С 22 мая 1919. помощник заведующего научным отделом в Румянцевском музее. Впоследствии профессор ИФЛИ, затем профессор кафедры классической филологии МГУ. Издал латинский оригинал «Заговора Катилины» Саллюстия с учебным комментарием.

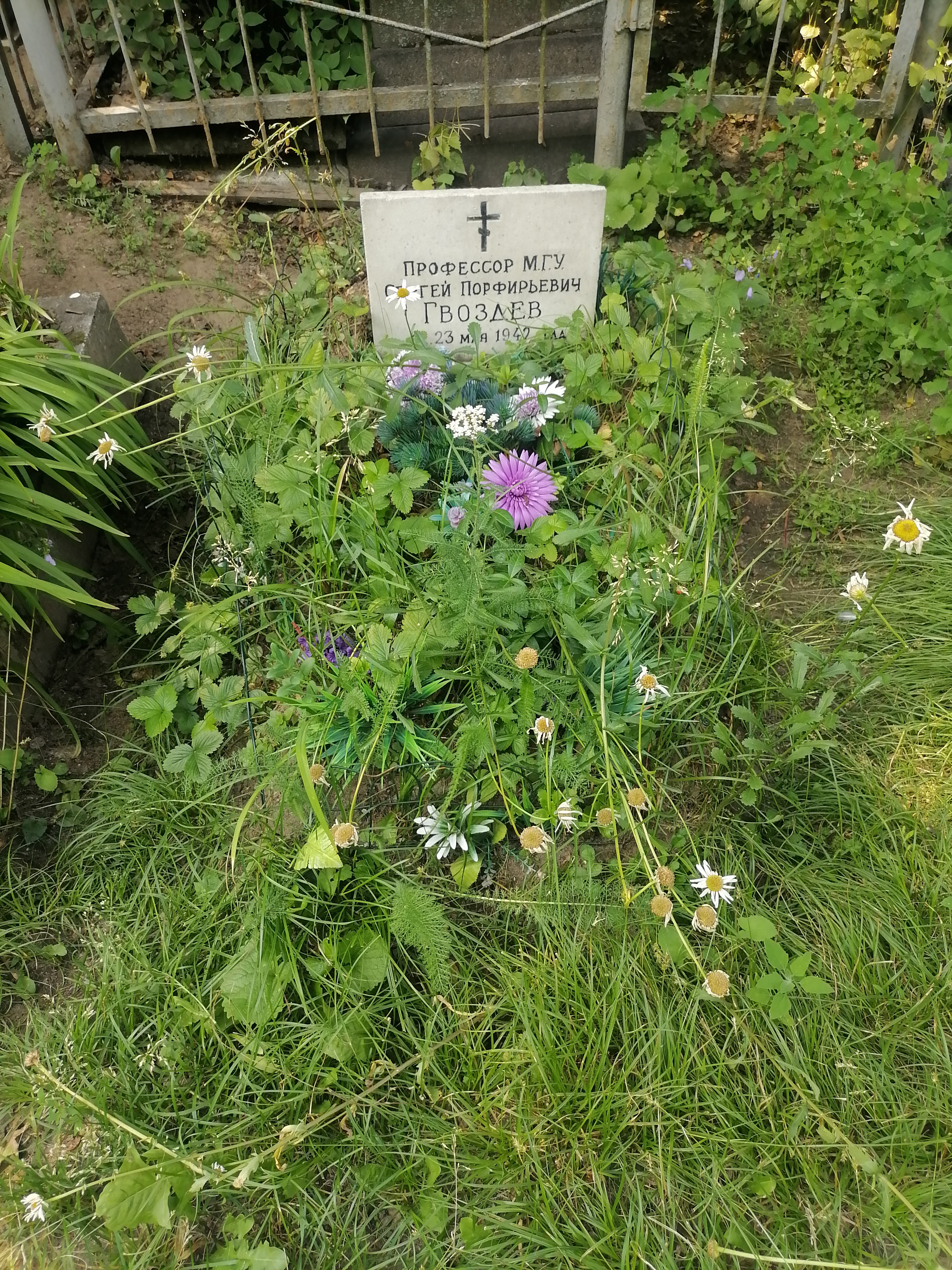
Могила на Ваганьковском кладбище

Умер в 1942 году. Похоронен на Ваганьковском кладбище (14 уч. Есенинская аллея).

## Источник
- Об С.П. Гвоздеве на сайте Румянцевского музея, с фотографией